# Възкресенци
Общество на Възкресението (на лат.  Congregatio a Resurrectione Domini Nostri Iesu Christi ) е католическа религиозна институция, основана от Богдан Янски. Нейните членове са популярни в България под наименованието Възкресенци.

## История на Обществото
Обществото на Възкресенците е основано в Париж, на 17 февруари 1836 г. от Богдан Янски, Пьотър Семененко и Хероним Кайшевич.
Общността е разделена на три провинции и един регион – Полска, Американска и Канадска провинции и Бразилския регион. Над 450 братя-възкресенци работят в повече от дванадесет страни по света. Общността има мисии в Италия, Полша, България, Австрия, Германия, Канада, Съединените щати, Бразилия, Боливия, Австралия, Бермудските острови, Мексико, Украйна, Беларус, Словакия и Израел.
Една от основните цели на обществото е осигуряването и подобряването на религиозното образование

## Възкресенците в България
През 1861 г. папа Пий IX се обръща към общността на Възкресенците с молба да основе мисия в българските земи, където е вече подписана уния между българите и Светия престол. През пролетта на 1863 г. отец Карол Качановски и брат Марчин Янсус пристигат в Цариград и след няколко месеца се установяват в Одрин. Там те организират първото училище, което с времето се превръща в Българо-католическа гимназия. Голяма част от възпитаниците му се включват в изграждането на държавността на Княжество България след 1878 г.
Възкресенците също обслужват и различни енории по българските земи – една от тях е униатска общност „Света Троица“ в Малко Търново. Първият българин-възкресенец е отец Константин Кертев, родом от Стара Загора.
През 1931 г. отците възкресенци основават семинария в Стара Загора. В нея са подготвяни момчета завършили начално образование да продължат духовното си образование във висшата семинарията на възкресенците в Краков. Семинарията разполага с богата библиотека от книги, пренесени от Одрин. Възпитаници на семинарията са архимандрит Рафаил Пеев и архимандрит Купен Михайлов. Поради конфискувани на сградите на семинарията, тя е затворена през 1953 г., а мисията на възкресенците в Стара Загора е закрита през 1960 г.
В началото на 90-те години на XX век в Малко Търново се установява отец Роман Котевич от Полша. С това се възстановява мисията на ордена в България. Отците възнесенци се грижат също за енориите в Бургас, Варна и Шумен.
През 2013 г. във Варна е издадена, писаната през 1983 г. книга на отец Купен Михайлов - „Записки за мисията на отците възкресенци в Малко Търново“.

## Монаси-Възкресенци
- Рафаил Пеев (1918-1983)
- Игнат Бадов (1919-2001)